# Сан-Антонио-де-Путина
Сан-Антонио-де-Путина (исп. Provincia de San Antonio de Putina, кечуа Putina pruwinsya) — одна из 13 провинций перуанского региона Пуно. Площадь составляет 3207,38 км². Население — 50 490 человек; плотность населения — 15,74 чел/км². Столица — город Путина. В провинции (область Ананеа) находится самый высокогорный населённый пункт мира - город Ла-Ринконада, насположенный на высоте 5100м. над уровнем моря.

## География
Граничит с провинциями Карабая и Сандия (на севере), Уанкане (на юге) и Асангаро (на западе), а также с Боливией (на востоке).

## Административное деление
В административном отношении делится на 5 районов:
- Ананеа
- Педро-Вилька-Апаса
- Путина
- Килкапунку
- Сина